# Cratere Pawsey
Pawsey è un cratere lunare di 59,98 km situato nella parte nord-occidentale della faccia nascosta della Luna.